# Andreja Mali
Andreja Mali (Ljubljana, 17 november 1977) is een Sloveense biatlete en voormalige langlaufster. Ze vertegenwoordigde haar vaderland op de Olympische Winterspelen 2002 in Salt Lake City, de Olympische Winterspelen 2006 in Turijn en de Olympische Winterspelen 2010 in Vancouver.

## Carrière

### Langlaufen
Mali begon haar carrière als langlaufster. Ze maakte haar wereldbekerdebuut in december 1995 in Davos. Haar eerste wereldbekerpunten scoorde ze met een vijfde plaats in december 1997 in Milaan. Een jaar later stond ze in Milaan voor de eerste maal in haar carrière op het podium van een wereldbekerwedstrijd.
Mali nam in haar carrière  vier deel aan de wereldkampioenschappen langlaufen, haar beste resultaat was een twintigste plaats op de sprint tijdens de wereldkampioenschappen langlaufen 2003 in Val di Fiemme.
Tijdens de Olympische Winterspelen van 2002 in Salt Lake City eindigde ze als zevende op de sprint. Samen met Petra Majdič, Teja Gregorin en Nataša Lačen eindigde ze als negende op de 4x5 kilometer estafette.

### Biatlon
Mali maakte haar wereldbekerdebuut in december 2001 in Hochfilzen, twee weken later scoorde ze in Osrblie haar wereldbekerpunten. In december 2002 behaalde ze in Pokljuka haar eerste toptienklassering in een wereldbekerwedstrijd.
Mali nam in haar carrière acht keer deel aan de wereldkampioenschappen biatlon. Op de wereldkampioenschappen biatlon 2004 in Oberhof eindigde ze als veertiende op de 15 kilometer individueel, haar beste individuele resultaat. Op de wereldkampioenschappen biatlon 2012 in Ruhpolding sleepte ze samen met Teja Gregorin, Klemen Bauer en Jakov Fak de zilveren medaille in de wacht op de gemengde estafette.
In haar carrière nam de Sloveense drie keer deel aan de Olympische Winterspelen als biatlete. Tijdens de Olympische Winterspelen van 2010 in Vancouver behaalde Mali met een negentiende plaats op de 15 kilometer individueel haar beste individuele prestatie. Op de Olympische Winterspelen van 2006 in Turijn eindigde ze samen met Teja Gregorin, Dijana Ravnikar en Tadeja Brankovič-Likozar als zesde op de 4x6 kilometer estafette.

## Resultaten

### Biatlon

#### Olympische Spelen
| Jaar | Plaats         | Resultaten                                                                                                 |
| ---- | -------------- | --- |
| 2002 | Salt Lake City | 27e 7,5 km sprint 32e 10 km achtervolging                                                                  |
| 2006 | Turijn         | 21e 15 km individueel 59e 7,5 km sprint DNF 10 km achtervolging 6e 4x6 km estafette                        |
| 2010 | Vancouver      | 19e 15 km individueel 31e 7,5 km sprint 33e 10 km achtervolging 26e 12,5 km massastart 8e 4x6 km estafette |

#### Wereldkampioenschappen
| Jaar | Plaats           | Resultaten                                                                                                  |
| ---- | ---------------- | --- |
| 2003 | Chanty-Mansiejsk | 42e 15 km individueel 67e 7,5 km sprint 11e 4x6 km estafette                                                |
| 2004 | Oberhof          | 14e 15 km individueel 38e 7,5 km sprint 32e 10 km achtervolging 18e 12,5 km massastart 10e 4x6 km estafette |
| 2005 | Hochfilzen       | 46e 15 km individueel 8e 4x6 km estafette                                                                   |
| 2005 | Chanty-Mansiejsk | 15e Gemengde estafette                                                                                      |
| 2007 | Antholz          | 35e 15 km individueel 24e 7,5 km sprint 16e 10 km achtervolging 28e 12,5 km massastart 4e 4x6 km estafette  |
| 2008 | Östersund        | 75e 15 km individueel 31e 7,5 km sprint 41e 10 km achtervolging 12e 4x6 km estafette                        |
| 2009 | Pyeongchang      | 63e 15 km individueel 41e 7,5 km sprint 52e 10 km achtervolging 12e Gemengde estafette                      |
| 2011 | Chanty-Mansiejsk | 38e 15 km individueel 33e 7,5 km sprint 30e 10 km achtervolging 16e Gemengde estafette                      |
| 2012 | Ruhpolding       | 43e 15 km individueel · 26e 7,5 km sprint · 34e 10 km achtervolging · Gemengde estafette                    |

#### Wereldbeker
Eindklasseringen
| Seizoen   | Algemeen | Individueel | Sprint | Achtervolging | Massastart |
| --------- | -------- | ----------- | ------ | ------------- | ---------- |
| 2001/2002 | 68e      |             |        |               |            |
| 2002/2003 | 31e      |             |        |               |            |
| 2003/2004 | 35e      |             |        |               |            |
| 2004/2005 | 49e      |             |        |               |            |
| 2005/2006 | 53e      |             |        |               |            |
| 2006/2007 | 51e      |             |        |               |            |
| 2007/2008 | 76e      |             |        |               |            |
| 2008/2009 | 34e      |             |        |               |            |
| 2009/2010 | 46e      |             |        |               |            |
| 2010/2011 | 32e      |             |        |               |            |
| 2011/2012 | 43e      |             |        |               |            |

### Langlaufen

#### Olympische Spelen
| Jaar | Plaats         | Resultaten                                  |
| ---- | -------------- | ------------------------------------------- |
| 2002 | Salt Lake City | 7e Sprint (vrije stijl) 9e 4x5 km estafette |

#### Wereldkampioenschappen
| Jaar | Plaats        | Resultaten                                                                |
| ---- | ------------- | ------------------------------------------------------------------------- |
| 1997 | Trondheim     | 59 5 km (klassieke stijl) 43e 15 km (vrije stijl) 46e 15 km achtervolging |
| 1999 | Ramsau        | 47e 5 km (klassieke stijl) 43e 15 km achtervolging                        |
| 2001 | Lahti         | 22e Sprint (vrije stijl)                                                  |
| 2003 | Val di Fiemme | 20e Sprint (vrije stijl)                                                  |

#### Wereldbeker

##### Eindklasseringen
| Seizoen   | Algm | SP  |
| --------- | ---- | --- |
| 1997/1998 | 35e  | 32e |
| 1998/1999 | 29e  | 9e  |
| 1999/2000 | 30e  | 12e |
| 2000/2001 | 52e  | 21e |
| 2001/2002 | 53e  | 34e |
| 2002/2003 | 65e  | 46e |
| 2003/2004 | 81e  | 50e |
| 2004/2005 | 85e  | 63e |